# Metamorfosi (Raf)
Metamorfosi è l'undicesimo album in studio di Raf, pubblicato il 26 settembre 2008 dalla Sony Music.

## Tracce
1. Ossigeno – 4:05 (Raf)
2. Ballo – 4:20 (Raf)
3. Metamorfosi – 4:27 (Raf, Gabriella Labate)
4. Giù le mani dal cuore – 3:55 (Raf)
5. Nel tuo ritorno – 3:57 (Raf, Saverio Grandi, Alberto Pioppi)
6. Lacrime e fragole – 3:52 (Raf, Cesare Chiodo, Pacifico)
7. Non è mai un errore – 4:28 (Raf, Saverio Grandi, Pacifico)
8. L'era del gigante – 3:47 (Raf)
9. Il mondo coi tuoi occhi – 3:57 (Raf, Cesare Chiodo, Pacifico)

## Formazione
- Raf – voce, cori, chitarra acustica, chitarra elettrica, sintetizzatore, tamburello, cabasa
- Francesco Luzzi – cabasa
- Simone Papi – mellotron, cori, Fender Rhodes, fisarmonica, organo Hammond, pianoforte, sintetizzatore
- Adriano Viterbini – chitarra acustica, chitarra elettrica
- Cesare Chiodo – basso, cori, chitarra acustica, chitarra elettrica, sintetizzatore
- Diego Corradin – batteria

## Singoli estratti
Ossigeno, Non è mai un errore, Ballo

## Classifiche
| Classifica (2008) | Posizione massima |
| ----------------- | ----------------- |
| Italia            | 4                 |